# Девлеткильдеев, Касим Салиаскарович
Касим Салиаскарович Девлеткильдеев (11 апреля 1887, Кугуль, Уфимская губерния — 19 января 1947, Уфа) — советский художник — живописец, член Союза художников СССР, основоположник изобразительного искусства в Башкортостане, считается первым башкирским художником и одним из первых татарских художников.

## Биография
Касим Салиаскарович Давлеткильдеев родился в 1887 году в деревне Кугуль (Марьино) Новоселовской волости Уфимской губернии (ныне — Благоварский район Башкортостана) в дворянской семье из рода татарских князей Давлеткильдеевых. В автобиографии сам Давлеткильдеев указал, что отец по национальности татарин, мать — башкирка. Отец умер, когда мальчику исполнилось 7 лет. Художественным воспитанием мальчика занимался его дядя. Касим много рисовал, копировал картины из журналов, очень любил рисовать цветы.
После смерти отца до 15-16 лет он жил в Уфе у брата, который работал народным учителем, учился в гимназии. Графические искусства и черчение в гимназии преподавал Александр Андреевич Соколов. Он предложил Касиму заниматься живописью дополнительно, учил его рисовать и убеждал его не бросать рисование.
После окончания гимназии Касим сдал экзамены в Казанской учительской школе на звание народного учителя. Он поддерживал семью, в которой кроме матери было ещё две сестры — Котлазаман и Бахрамхаят, давал частные уроки.
В 1907 году в Санкт-Петербурге Давлеткильдеев поступил в рисовальную школу при Центральном училище технического рисования барона Штиглица. За один год Давлеткильдеев сдал программу 4-х отделений училища.
В 1908 году он поступил в Центральное училище технического рисования барона А. Л. Штиглица (позже — это Ленинградское высшее художественно-промышленное училище им. В. И. Мухиной). Учителями были: академик исторической живописи А. Н. Новоскольцев, академик пейзажной живописи К. Я. Крыжицкий, профессор Н. А. Кошелев, график и живописец Г. М. Манизер, профессор В. Е. Савинский, граверный класс вел В. В. Матэ.
Первые его работы в училище — зарисовки элементов орнамента, декора гобеленов, образцы деревянной резьбы, книжные виньетки, «Гипсовые цветы», «Греческие вазы». Материально поддерживало Уфимское студенческое землячество, в дальнейшем он получал стипендию. В 1914 году он окончил училище с педагогическим и декоративным уклоном по классу стенной живописи, затем работал преподавателем графических искусств в Серпуховском коммерческом училище, в Санкт-Петербурге преподавал в фабричной школе при резиновой мануфактуре «Треугольник», брал уроки в частных художественных мастерских.
В 1916 году Давлеткильдеев поступил в Академию художеств в Санкт-Петербург, но через полгода из-за слабого здоровья и по семейным обстоятельствам вернулся в Уфу.
В Уфе в 1917 году Давлеткильдеев вступил в Уфимский художественный кружок, членами которого были художники Ю. Ю. Блюменталь, П. М. Лебедев, Б. А. Васильев, А. Э. Тюлькин, М. Н. Елгаштина, Д. Д. Бурлюк. Вокруг кружка в Уфе сплотились художники, ставшие основоположниками изобразительного искусства Башкортостана.

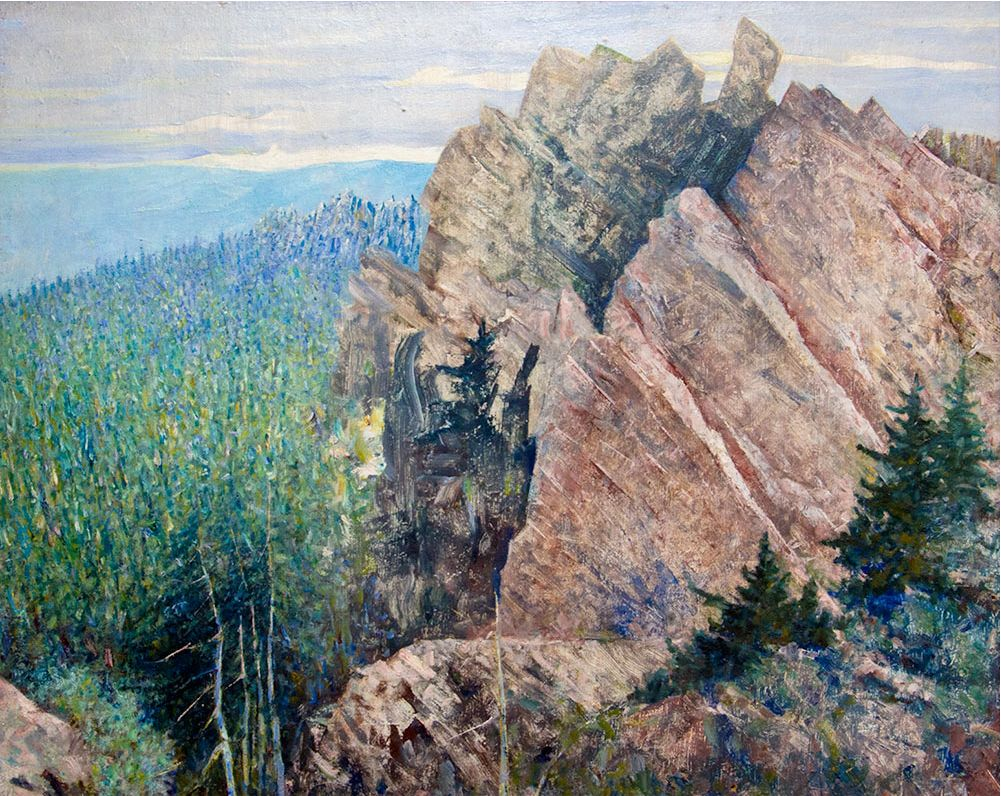
Девлеткильдеев «Южный Урал», 1931

В 1919—1921 гг. в Уфе организуется целый ряд художественных студий. В здании бывшего коммерческого училища (ныне здание Авиационного техникума) был открыт рабочий клуб им. В. И. Ленина с художественной студией, создателем и педагогом которой был Давлеткильдеев. Одновременно он преподавал графические искусства на первых мусульманских постоянных педагогических курсах.
В 1921 году, как сотрудник Наробраза по делам музеев и охране памятников искусства и старины. он принимает участие в экспедиции по Туркестану. Основная цель поездки — собрать экспонаты для создания музея Народов Востока.
В 1924 году Наркомпрос Башкирии утвердил положение об организации художественно-технической студии коллектива художников: К. С. Даветкильдеева, А. П. Лежнева, И. Н. Самарина, А. Э. Тюлькина, Г. П. Черкашенинова. В дальнейшем эта студия переросла в художественное отделение Башкирского техникума искусств. В этом учебном заведении Давлеткильдеев преподавал долгие годы (с 1936 года «Театрально-художественное училище» (УУИ)).
Давлеткильдеев воспитал целую плеяду художников, которые долгие годы определяли высокий уровень изобразительного искусства Башкортостана. Его учениками были
, Г.Мустафин, Р.Ишбулатов, Р.Гумеров, Р.Усманов, В.Андреев.
Девлеткильдеев работал также в Пролетарском художественном музее, который был основан в Уфе в 1919 году. Здесь Девлеткильдеев читал лекции, был экскурсоводом, организовал раздел башкирского декоративно-прикладного искусства. Для сбора экспонатов музея с другими художниками он предпринимает экспедиции по районам Башкирии — Белорецкий, Аргаяшский, где по крупицам собирали предметы быта башкир. Эти экспедиции вдохновили его на создание ряда картин, которые стали классикой башкирской художественной школы, таких как «Деревня Ново-Усманово» (б., гуашь, акв.), «Тубинский рудник» (б., акв.), «Общий вид Баймакского завода» (б., акв.).
Работал Девлеткильдеев преимущественно в технике акварели.
C 1937 года Девлеткильдеев — член Союза Художников СССР.
В годы войны Девлеткильдеев работает в комиссии по приему и размещению экспонатов, эвакуированных из художественных музеев Украины, продолжает писать картины : «За Родину» (1942), «Хлеб фронту». В военном госпитале он писал портреты бойцов Башкирской кавалерийской дивизии.
В это время ему жилось очень тяжело. Пришлось даже продать свою коллекцию фарфора, которую он собирал долгие годы. После войны, уже совсем больным, он продолжал рисовать. Скончался Девлеткильдеев в 1947 году. Похоронен на мусульманском кладбище в Уфе. На могиле установлен памятник, выполненный скульптором Г. И. Мухаметшиным.

## Память
- На доме по адресу: г. Уфа, ул. К.Маркса, 32, где жил художник, установлена мемориальная доска Девлеткильдееву Касиму Салиаскаровичу — первому профессиональному художнику Башкортостана.
- Республиканская художественная гимназия-интернат им. К. А. Давлеткильдеева  в Уфе.
- В честь Давлеткильдеева назван бульвар в г. Уфа.

## Творчество
Основная тема работ Девлеткильдеева — быт башкир: «Крыльцо башкирской избы» (1928, б., акв.), «Девушка-башкирка»(1928, б., акв.), «Девушка-башкирка в голубом»(1928, б., акв.), «Башкир Ибрагим» (1928, б., уголь), «Башкир-охотник» (1928, б., акв.), «Переход войск Салавата к Пугачеву» (1936); природа Башкирии — картины «Южный Урал» (1931), «Приуралье» (1931). Прототипа девушки из картины «Девушка-башкирка в голубом» — Марьям Юмагулову художник нашёл в деревне Усмангали Белорецкого района.
Акварели Девлеткильдеев носят лирический характер с национальным. колоритом.
В 1937 он написал ряд картин в технике масляной живописи: «Портрет Мажита Гафури», «Портрет артиста Мингажева», «Пушкин среди башкир».
Картины К. С. Девлеткильдеева хранятся в Башкирском Государственном музее имени М. В. Нестерова в Уфе, в частных коллекциях.

## Фотогалерея

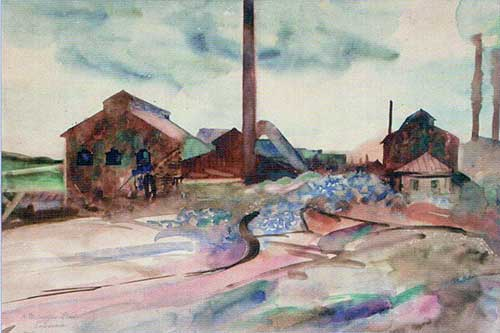
Девлеткильдеев, Баймак
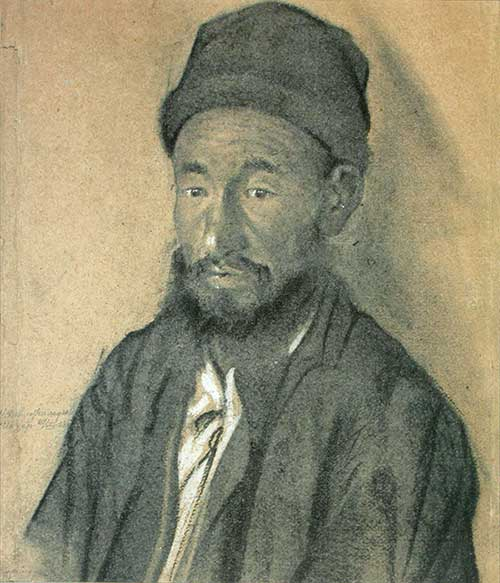
Башкир Ибрагим, 1928
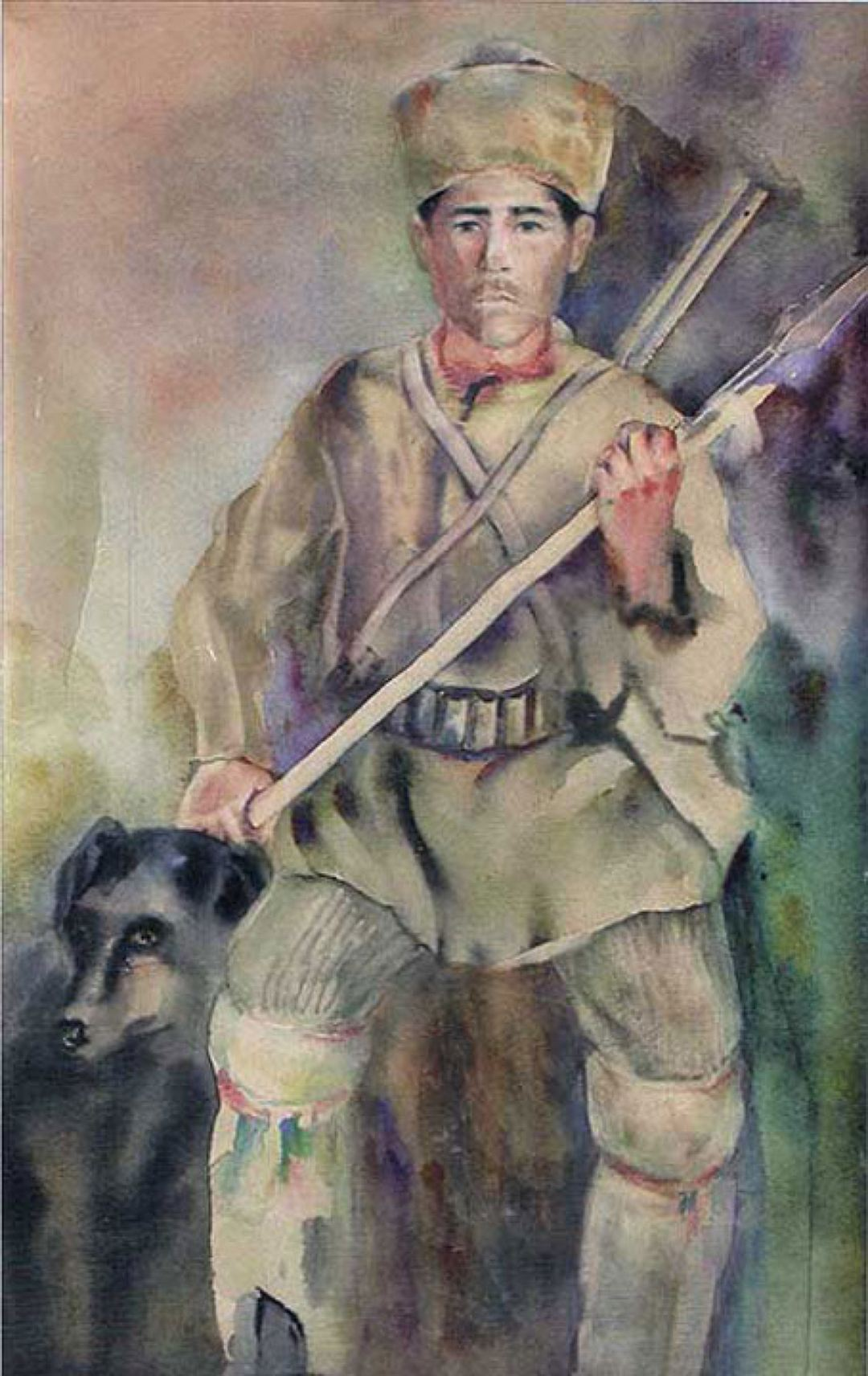
Башкир-охотник
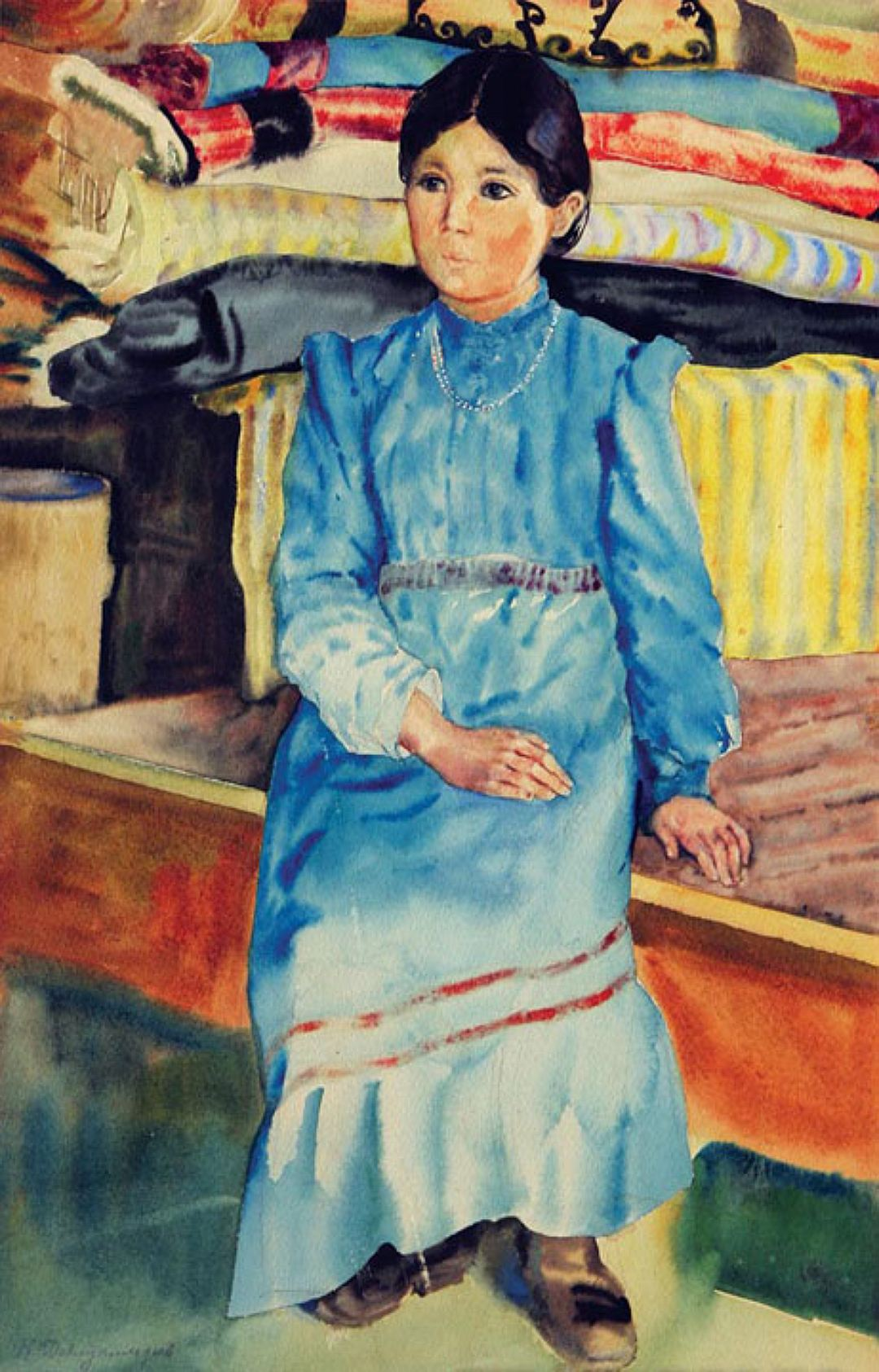
Девушка-башкирка
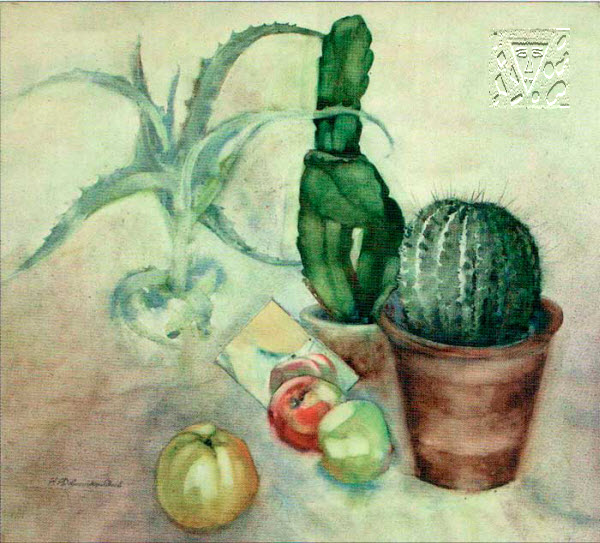
Кактусы
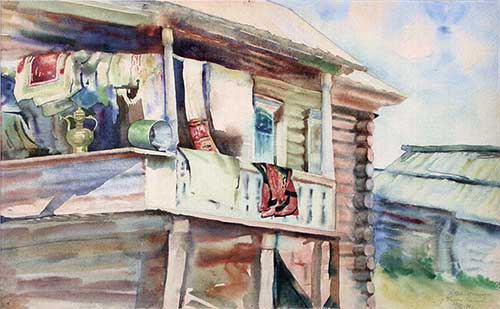
Крыльцо башкирской избы, 1928

## Участие в выставках
- Выставка Уфимского художественного кружка (1917)
- Выставка Ассоциации художников революционной России (1926, 1928)
- В г. Уфе на всех выставках, 1917—1946.
- Юбилейная выставка искусства народов СССР, Москва, 1927.
- Выставка работ художников старшего поколения РСФСР, Москва, 1940.
- Выставка лучших произведений советского реализма в ГТГ, Москва, 1941.
- Межобластная выставка в г. Казани, 1947.
- Выставка работ художников национальных окраин Советской России в США, г. Сан-Диего, 1929.

## Интересные факты
Героиней картины Девлеткильдеевв «Девочка — башкирка в голубом» была Марьям Юмагуловна Мустафина, мать пятерых детей, жительница поселка Бриштамак Белорецкого района Башкортостана.